# 長崎市立小ヶ倉小学校
長崎市立小ヶ倉小学校（ながさきしりつ こがくらしょうがっこう、Nagasaki City Kogakura Elementary School）は、長崎県長崎市小ヶ倉町一丁目にある公立小学校。

## 概要
歴史
1877年（明治10年）に開校した「小ヶ倉小学校」を前身とする。2012年（平成24年）に創立135周年を迎えた。
学校教育目標
「心豊かでたくましく進んで学ぶ子どもの育成」
校歌
1958年（昭和33年）制定。歌詞は3番まであり、1番に校名の「小ヶ倉」が入っている。
校章
中央に「倉」の文字を置く。
校区
小ケ倉町1丁目、小ケ倉町2丁目、小ケ倉町3丁目、新戸町1丁目（31番3号、31番20号～22号）、新小が倉1丁目（6番17号～18号、7番3号、7番5号、7番7号～8号、7番11号～13号を除く）、新小が倉2丁目（1番23号を除く）、新戸町1丁目（31番3号、31番20号～22号）、新戸町3丁目（20番、21番、1004番地12～17、1018番地～1025番地、1027番地～1045番地、1050番地～1057番地）、大山町、ダイヤランド1丁目（960番地、961番地、994番地～997番地1、999番地～1001番地、1003番地、1010番地2）
中学校区は長崎市立小ヶ倉中学校。

## 沿革
- 1874年（明治7年）- 字中の学童に対し、単級の簡単な教授を開始する。
- 1877年（明治10年）- 西彼杵郡小ヶ倉村字中郷の地蔵堂そばに「小ヶ倉小学校」が開校。
- 1882年（明治15年）- 字尾の上に校舎を移転し、2学級編成とする。
- 1886年（明治19年）4月1日 - 小学校令の施行により、「簡易小ヶ倉小学校」に改称。
- 実施年月日不明 - 「尋常小ヶ倉小学校」に改称。
- 実施年月日不明 - 小学校令の改正により、「小ヶ倉尋常小学校」に改称。
- 1901年（明治34年）3月 - 校舎を現在地に新築し、移転を完了。
- 1918年（大正7年）10月 - 小ヶ倉実業補習学校を併設し、男子部のみの夜間教授を行う。
- 1921年（大正10年）6月 - 併設の小ヶ倉実業補習学校に女子部を設置。
- 1923年（大正12年）4月1日 - 高等科（2ヶ年）を併設し、「小ヶ倉尋常高等小学校」に改称。
- 1938年（昭和13年）4月1日 - 小ヶ倉村が長崎市に編入され、長崎市管轄の小学校となる。
- 1941年（昭和16年）4月1日 - 国民学校令の施行により、「小ヶ倉国民学校」に改称。初等科（6ヶ年）と高等科（2ヶ年）を設置。
- 1947年（昭和22年）4月1日 - 学制改革（六・三制の実施）が行われる。
  - 旧・小ヶ倉国民学校の初等科が改組され、「長崎市立小ヶ倉小学校」（現校名）が発足。
  - 旧・小ヶ倉国民学校の高等科が改組され、「長崎市立戸町中学校」（新制中学校）が発足。中学校校舎が完成するまでの間、小ヶ倉小学校に併設される[2]。
- 1948年（昭和23年）2月2日 - 上戸町に中学校の仮校舎が完成し、戸町中学校が移転完了。これにより併設を解消[2]。
- 1958年（昭和33年）- 校歌を制定。
- 1977年（昭和52年）- 校庭に創立100周年記念碑を建立。碑文｢風雪に耐えて歩みし一世紀　米寿翁小曽根星堂書｣ は小曽根星堂[3]によるもの。
- 1988年（昭和63年）4月1日 - 長崎市立南長崎小学校の新設に伴い、児童の一部を移す。
- 1990年（平成2年）4月1日 - 長崎市立小ヶ倉中学校の新設に伴い、中学校区が戸町中学校から小ヶ倉中学校に変更となる。
- 2005年（平成17年）4月1日 - 長崎市、市立小・中学校に学校選択制を導入。
- 2006年（平成18年）3月31日 - 大山分校[4]を廃止し、本校に統合。
- 2012年（平成24年）4月1日 - 長崎市、市立小・中学校の学校選択制を廃止。

## アクセス
最寄りのバス停
- 長崎自動車（長崎バス）「小ヶ倉」バス停

最寄りの国道・県道
- 国道499号
- 長崎県道237号小ヶ倉田上線

## 周辺
- 小ヶ倉幼稚園
- 長崎小ヶ倉郵便局
- 長崎市役所小ヶ倉支所
- 社会福祉法人長崎市社会福祉協議会小ヶ倉支部

## 著名な出身者
- 政風基嗣（大相撲力士）

## 参考資料
- 「市制百年　長崎年表」（1989年（平成元年）4月1日, 長崎市役所）
- 「西彼杵郡現勢一班」（1926年（昭和元年）12月31日, 郡役所廃止記念会）p. 51 小ヶ倉村 - 国立国会図書館近代デジタルライブラリー）コマ番号36

## 関連事項
- 長崎県小学校一覧